# Concrete Roman
Concrete Roman è un tipo di caratteri disegnato da Donald Knuth con il programma METAFONT. È stata ideato per accostarsi bene al tipo di carattere matematico AMS Euler a cui si accompagna nel libro di Knuth Concrete Mathematics. Ha un aspetto più nero del suo fratello più famoso, il Computer Modern Roman (La famiglia di caratteri usata normalmente dal sistema di composizione tipografica TEX). 
È preferito da alcuni per l'uso sullo schermo di computer, poiché i tratti più sottili del Computer Modern lo rendono difficile da leggere alle basse risoluzioni.